# Quilombo dos Palmares
Palmares, também conhecido como Quilombo dos Palmares ou Mocambo dos Palmares, foi uma comunidade de pessoas fugitivas da escravidão durante o período do Brasil Colônia. Fundado no final da década de 1590 e localizado na Serra da Barriga, na então capitania de Pernambuco (atual município de União dos Palmares, Alagoas), atingiu seu auge na década de 1690, quando sua população variou entre 11 mil e 20 mil habitantes, o maior quilombo da história do Brasil.
Sua organização política e social refletia influências de liderança comunitária e de confederações tribais da África Central e desafiava abertamente a ordem escravista imposta pelo Império Português. A comunidade era governada por Ganga Zumba e Zumbi dos Palmares, que desempenhavam papéis fundamentais tanto na administração quanto na defesa militar e residiam em uma fortificação chamada Macaco, onde eram tomadas decisões estratégicas. Palmares era majoritariamente formado por africanos fugitivos, mas também indígenas, caboclos e colonos portugueses marginalizados, como soldados que desertavam do serviço militar obrigatório.
Entre 1680 e 1686, ao menos seis expedições foram enviadas para destruir Palmares, mas todas falharam. Em 1694, no entanto, uma ofensiva liderada pelo governador da capitania de Pernambuco, Pedro de Almeida, e executada por grandes forças militares, incluindo os bandeirantes paulistas liderados por Domingos Jorge Velho, resultou na destruição final da comunidade. Muitos habitantes foram massacrados ou reescravizados, marcando o fim da comunidade independente.
Zumbi foi oficialmente reconhecido como herói nacional pelo governo brasileiro em 1995, durante a presidência de Fernando Henrique Cardoso, quando foi instituído o Dia da Consciência Negra em 20 de novembro, data de sua morte. Esse reconhecimento ocorreu no contexto de políticas públicas voltadas para a valorização da história e cultura afro-brasileira, em meio a esforços do movimento negro para destacar a resistência à escravidão como parte fundamental da identidade nacional e da luta por igualdade racial no país. Desde 2007, o local abriga o Parque Memorial Quilombo dos Palmares, que celebra a história da comunidade.

## História

### Ascenção e apogeu
As primeiras referências a um quilombo na região remontam a 1580, formado por escravos fugitivos de engenhos da Capitania de Pernambuco.
À época das invasões holandesas do Brasil (1624-1625 e 1630-1654), com a perturbação causada nas rotinas dos engenhos de açúcar, registrou-se um crescimento da população em Palmares, que passou a formar diversos núcleos de povoamento (mocambos). Os principais foram: Cerca Real do Macaco, o maior centro político do quilombo, contando com cerca de 1 500 habitações; Subupira, que centralizava as atividades militares, contando com cerca de 800 habitações; Zumbi e Dandara.
Embora não se possa precisar o número de habitantes nos Palmares, uma vez que a população flutuava ao sabor das conjunturas, historiadores estimam que, em 1670, alcançou cerca de vinte mil pessoas. No principal mocambo, a Cerca Real do Macaco, calcula-se que viviam em torno de 6 mil pessoas, quase a população do Rio de Janeiro, estimada em aproximadamente 7 mil habitantes no ano de 1660 (incluindo indígenas e africanos). Essa população sobrevivia graças à caça, à pesca, à coleta de frutas (goiaba, caju, abacate e outras) e à agricultura (feijão, milho, mandioca, banana, laranja e cana-de-açúcar). Complementarmente, praticava o artesanato (cestas, tecidos, cerâmica, metalurgia). Os excedentes eram comercializados com as populações vizinhas, de tal forma que colonos chegavam a alugar terras para plantio e a trocar alimentos por munição com os quilombolas.
Na década de 1640, muitos dos mocambos haviam se consolidado em entidades maiores governadas por reis. Descrições holandesas de Gaspar Barléu (publicado em 1647) e Johan Nieuhof (publicado em 1682) falavam de duas entidades consolidadas maiores, "Grande Palmares" e "Pequeno Palmares". Em cada uma dessas unidades havia uma grande cidade central fortificada que abrigava de 5 mil a 6 mil pessoas. As colinas e vales ao redor estavam cheios de muitos outros mocambos de 50 a 100 pessoas. Uma descrição da visita de Johan Blaer a um dos maiores mocambos em 1645 (que havia sido abandonado) revelou que havia 220 edifícios na comunidade, uma igreja, quatro ferrarias e uma casa do conselho. Igrejas eram comuns em Palmares, em parte porque os angolanos eram frequentemente cristianizados, tanto da colônia portuguesa quanto do Reino do Congo, que era um país cristianizado naquela época. Outros se converteram ao cristianismo enquanto eram escravos. Segundo os neerlandeses, eles usaram uma pessoa local que conhecia algo da igreja como padre, embora não achassem que ele praticasse a religião em sua forma usual. Schwartz observa que as práticas religiosas africanas também foram preservadas e sugere que a representação de Palmares como um assentamento predominantemente cristão talvez reflita confusão ou preconceito por parte dos comentaristas contemporâneos.
De 1680 a 1694, os portugueses e Zumbi, agora o novo rei de Angola Janga, travaram uma guerra quase constante. O governo português finalmente trouxe os famosos comandantes militares Domingos Jorge Velho e Bernardo Vieira de Melo, que construíram reputação lutando contra povos indígenas em São Paulo e depois no vale do São Francisco. Esses homens alistaram forças pernambucanas existentes e aliados indígenas locais, que foram fundamentais na campanha. O ataque final contra Palmares ocorreu em janeiro de 1694. Mocambo do Macaco, o principal assentamento, caiu; relatos sugerem uma luta amarga que viu 200 habitantes de Palmares se matarem em vez de se renderem e enfrentarem a reescravização.

### Repressão e queda
Com a expulsão dos holandeses do Nordeste do Brasil, acentuou-se a carência de mão-de-obra para a retomada de produção dos engenhos de açúcar da região. Dado o elevado preço dos escravos africanos, os ataques a Palmares aumentaram, visando a recaptura de seus integrantes. A prosperidade de Palmares, por outro lado, atraía atenção e receio, e o governo colonial sentiu-se obrigado a tomar providências para afirmar o seu poder sobre a região. Em carta à Coroa Portuguesa, um governador-geral reportou que os quilombos eram mais difíceis de vencer do que os neerlandeses. Foram necessárias, entretanto, cerca de dezoito expedições, organizadas desde o período de dominação holandesa, para erradicar definitivamente o Quilombo dos Palmares.
Após várias investidas relativamente infrutíferas contra Palmares, em janeiro de 1694, após um ataque frustrado, as forças do bandeirante Domingos Jorge Velho iniciaram uma empreitada vitoriosa, com um contingente de seis mil homens, bem armados e municiados, inclusive com artilharia. Um quilombola, Antônio Soares, foi capturado e, mediante a promessa de Domingos Jorge Velho de que seria libertado em troca da revelação do esconderijo do líder, Zumbi foi encurralado e morto em uma emboscada, a 20 de novembro de 1695. A cabeça de Zumbi foi cortada e conduzida para Recife, onde foi exposta em praça pública no Pátio do Carmo, no alto de um mastro, para servir de exemplo a outros escravos. Sem a liderança militar de Zumbi, por volta do ano de 1710, o quilombo se desfez por completo.

## Geografia

### Serra da Barriga
Serra da Barriga está localizada no atual município de União dos Palmares, no estado de Alagoas. À época do Quilombo dos Palmares, fazia parte da Capitania de Pernambuco.
Foi tombada pelo Instituto do Patrimônio Histórico e Artístico Nacional (IPHAN) em 1986.

## Características
Palmares era uma sociedade complexa, com defesas elaboradas como cercas e armadilhas, além de um mix religioso que combinava catolicismo e crenças africanas. Sua economia era baseada na agricultura, e suas casas eram feitas de madeira e palmeiras. O povoado possuía uma estrutura de governo com assembleias e um mercado, e seus habitantes viviam em ruas organizadas, com cerca de 2 mil casas e criação de animais domésticos.

### Técnicas de luta

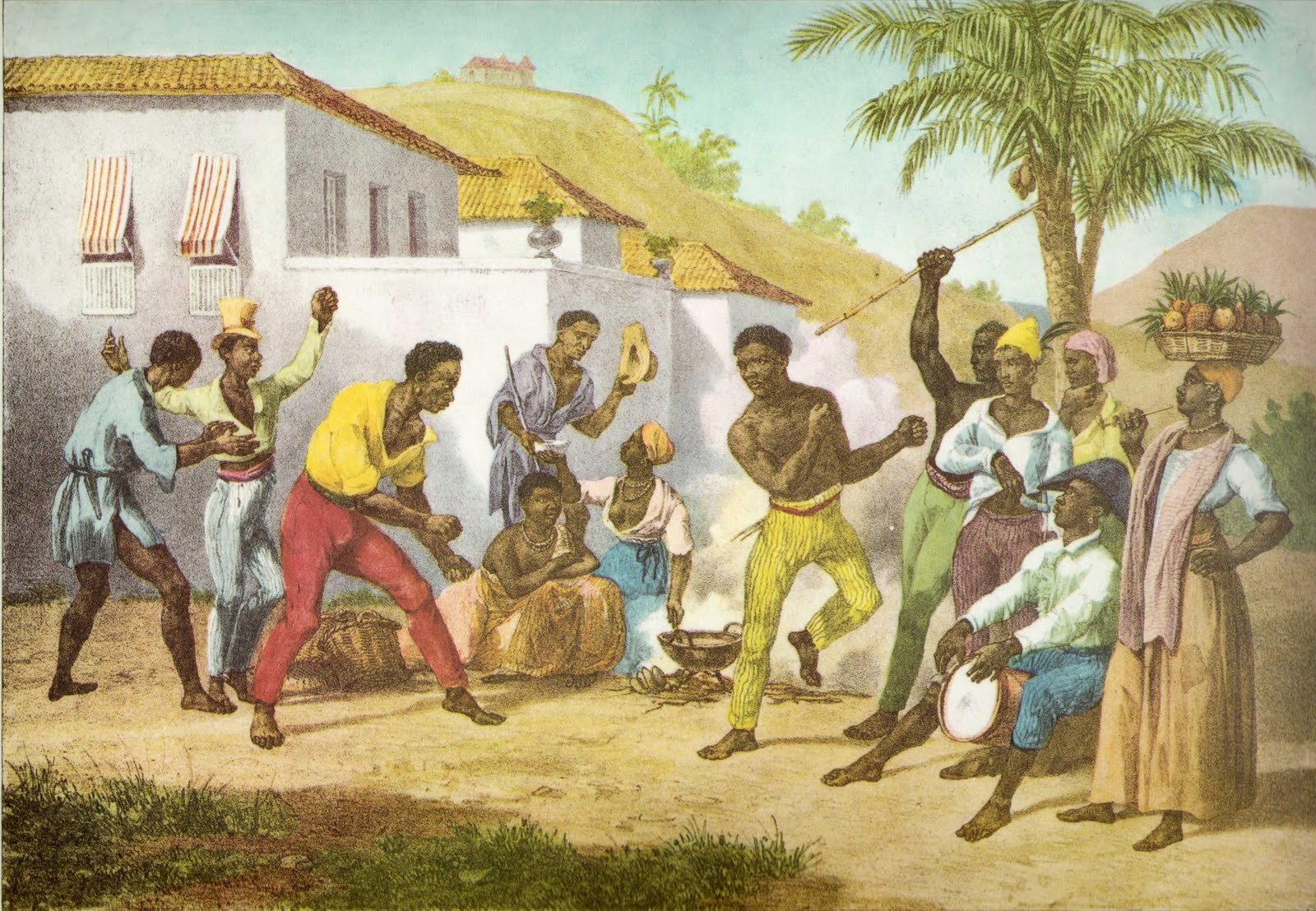
Capoeira ou a Dança da Guerra de Johann Moritz Rugendas (1825).

Embora seja frequentemente argumentado que os habitantes de Palmares se defendiam usando a arte marcial chamada capoeira, não há evidências documentais de que os moradores de Palmares realmente usassem esse método de luta. A maioria dos relatos os descreve como armados com lanças, arcos, flechas e armas de fogo. Eles conseguiram adquirir armas negociando com os portugueses e permitindo que pequenos criadores de gado usassem suas terras. A guerrilha era comum; os habitantes de Palmares, familiarizados com o terreno, usaram camuflagem e ataques surpresa a seu favor. As fortificações dos próprios acampamentos de Palmares incluíam cercas, muros e armadilhas.

### Trabalho forçado
As relações de trabalho forçado encontradas dentro dos quilombos não podem ser enquadradas na mesma condição dos regimes escravocratas latino-americanos, porque se tratavam da sujeição de indivíduos aprisionados, inimigos de guerra, ao trabalho forçado. Estes indivíduos eram provenientes de etnias diferentes, considerando que a África seja um continente inteiro, repleto de reinados ideologicamente divergentes entre si. Zumbi não era, afirmam estudiosos do Museu Afro Brasil, um líder libertário com foco na libertação dos negros da mesma forma que se põem as questões raciais atuais, mas focava na proteção dos indivíduos de sua etnia, cultura e regionalidade. O Museu AfroBrasil indica que: “Estado” dentro do quilombo era baseado em um tipo de “Estado africano” — o chefe (chamado de rei por força de expressão) era eleito, contestado e até podia chegar ser afastado por uma assembleia geral dos quilombolas. Mas isso não significa que Palmares era uma democracia: o local ainda tinha muitas das características sociais do século".
Esta prática levou vários teóricos a interpretarem a prática dos quilombos como um conservadorismo africano, que mantinha as diversas classes sociais existentes na África, incluindo reis, generais e escravos.
Para alguns autores, no entanto, a escravidão nos quilombos em nada se assemelharia à escravidão dos brancos sobre os negros, sendo os escravos considerados como membros das casas dos senhores, aos quais deviam obediência e respeito. Para estes autores, a prática da escravidão teria dupla finalidade: aculturar os escravos recém-libertos às práticas dos quilombos, que consistiam em trabalho árduo para a subsistência da comunidade, já que muitos dos escravos libertos achavam que não teriam mais que trabalhar, e diferenciar os ex-escravos que chegavam aos quilombos pelos próprios meios (escravos fugidos, que se arriscavam até encontrar um quilombo. Sendo, neste trajeto, perseguidos por animais selvagens e pelos antigos senhores, e ainda, correndo o risco de serem capturados por outros escravistas), daqueles trazidos por incursões de resgates (escravos libertados por quilombolas que iam às fazendas e vilas para libertar escravos).
Por outro lado, outros autores apontam a existência de uma escravidão até mesmo predatória por parte dos habitantes do quilombo dos Palmares, que realizavam incursões nos territórios vizinhos, de onde traziam à força indivíduos para trabalharem como escravos em suas plantações, desenvolvendo assim uma espécie de "escravismo dentro da própria 'república'". Escravos que se recusavam a fugir das fazendas e ir para os quilombos também eram capturados e convertidos em cativos dos quilombolas.

## Historiografia
Em seu artigo "Repensando Palmares: Resistência Escrava no Brasil Colonial", Schwartz desafia um pouco a concepção historiográfica de Palmares como uma transposição direta da cultura angolana e das estruturas sociopolíticas, escrevendo: "Muito do que passava por 'etnia' africana no Brasil eram criações coloniais. Categorias ou agrupamentos como 'Congo' ou 'Angola' não tinham conteúdo étnico em si mesmos e frequentemente combinavam povos vindos de amplas áreas da África que antes da escravidão compartilhavam pouco senso de relacionamento ou identidade." Em vez disso, ele caracteriza Palmares como uma sociedade híbrida que combina tradições de vários grupos africanos. Ele atribui a etimologia da palavra quilombo ao ki-lombo, um campo de circuncisão comum entre os ambundos de Angola que serviu para forjar a unidade cultural entre grupos étnicos locais díspares e argumenta que essa prática pode ter influenciado a diversidade de Palmares. Ele também observa a estratificação de classes dentro do quilombo; aqueles sequestrados em ataques eram frequentemente escravizados pelo povo de Palmares. Ele destaca ainda uma interdependência econômica entre os habitantes de Palmares e os portugueses brancos que viviam nas proximidades, manifestada na troca regular de mercadorias.
A historiadora Alida C. Metcalf cita descobertas arqueológicas recentes no sítio de Palmares que “revelam uma extensa influência indígena” para defender uma “imagem da comunidade como formada por indígenas e africanos em busca da liberdade”.

## Legado

### Parque Memorial Quilombo dos Palmares

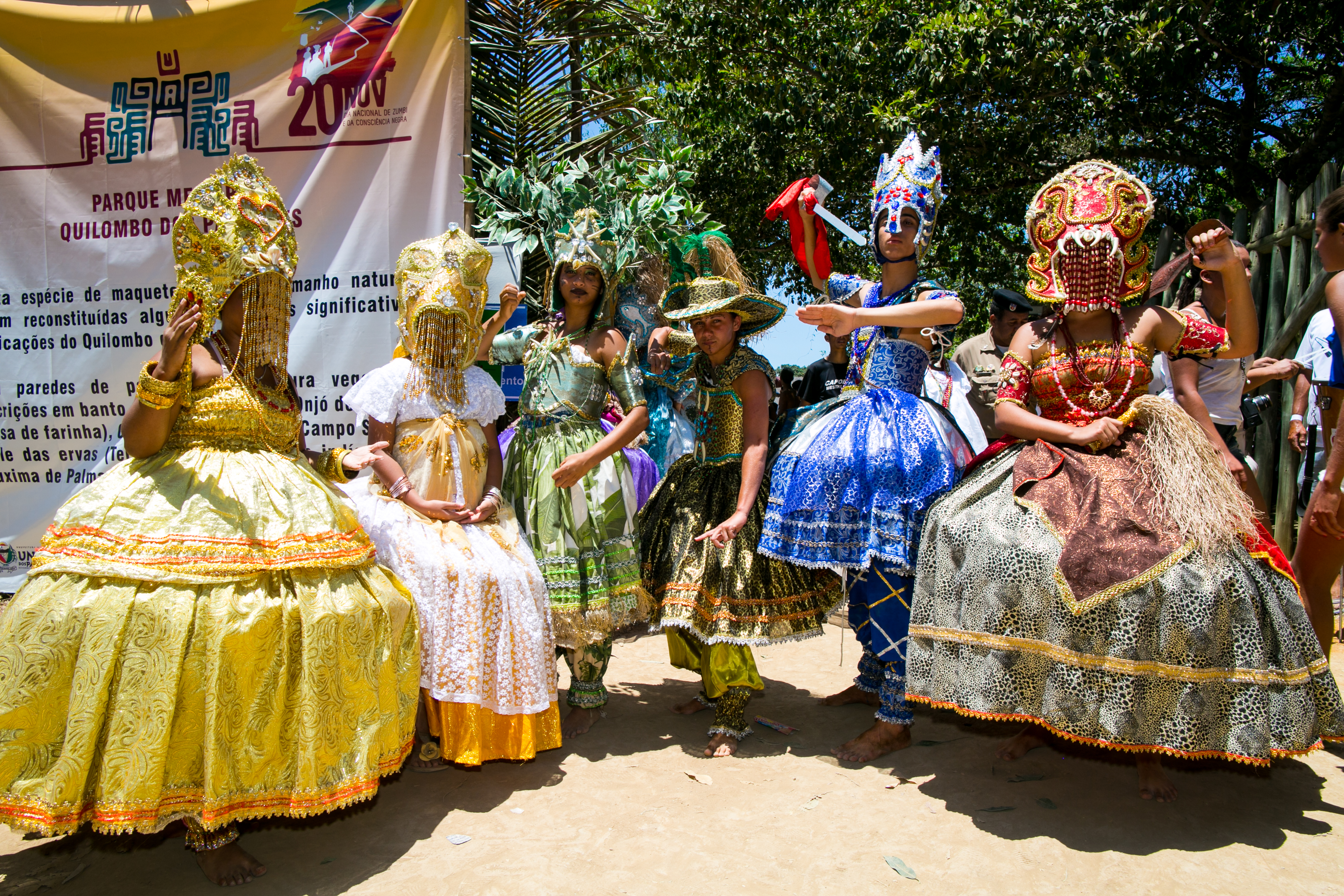
Comemorações do Dia da Consciência Negra no Parque Memorial Quilombo dos Palmares

O Parque Memorial Quilombo dos Palmares, criado em 2007 na Serra da Barriga (AL) e tombado pelo IPHAN em 1985, recria em tamanho natural o ambiente da histórica República dos Palmares, o maior e mais duradouro quilombo das Américas. O espaço conta com construções típicas como casas de farinha e ervas, ocas indígenas e locais simbólicos que preservam a cultura negra, além de áudio em quatro idiomas narrando a história do quilombo.
Único parque temático no Brasil dedicado à cultura negra, oferece atrações como mirantes, culinária afro-brasileira e apresentações culturais. Em 2023, registrou um aumento de 14,18% no número de visitantes no primeiro semestre, comparado ao mesmo período de 2022, reforçando sua relevância como referência histórica, cultural e educacional.

## Impacto cultural

### Filmografia
- Ganga Zumba, de Cacá Diegues, 1963[32]
- Quilombo, de Cacá Diegues, 1983[33]
- Guerras do Brasil - As guerras de Palmares, Luiz Bolognesi, 2019[34]